# Shawn Horcoff
Shawn Horcoff (né le 17 septembre 1978 à Trail dans la province de Colombie-Britannique au Canada) est un joueur professionnel canadien de hockey sur glace. Il évolue au poste de centre.

## Carrière de joueur
Après une saison de 145 points avec les Chiefs de Chilliwack de la Ligue de hockey de la Colombie-Britannique, il rejoint les rangs universitaires de la NCAA en 1996 en jouant Spartans de l'Université d'État du Michigan. Au bout de deux saisons, il est repêché par les Oilers d'Edmonton au 99e rang du quatrième tour du repêchage d'entrée de 1998 dans la Ligue nationale de hockey.
Lors de sa dernière saison universitaire, il connaît sa meilleure saison avec une récolte de 65 points en 42 matchs. Ces performances permettent à Horcoff d'être finaliste pour le trophée Hobey Baker remis au meilleur joueur de la NCAA. Cette récompense sera finalement remise à Mike Mottau.
Avec son diplôme en poche, il fait ses débuts professionnels en 2000-2001 avec les Bulldogs de Hamilton, équipe affilié aux Oilers dans la Ligue américaine de hockey. Durant cette même saison, il est rappelé par les Oilers et joue son premier match le 6 décembre contre les Predators de Nashville où il réalise même son premier point.
Durant le lock-out dans la LNH au cours de la saison 2004-2005, il a joué pour le club suédois Mora IK.
La saison 2005-2006 est la saison la plus aboutie pour Horcoff ; il réalise 73 points dont 22 buts et 51 aides en 79 matchs en plus d'aider les Oilers à atteindre la finale de la Coupe Stanley contre les Hurricanes de la Caroline. Il a également réalisé son premier coup du chapeau (trois buts lors d'un match) contre les Penguins de Pittsburgh le 10 janvier 2006. En juillet 2008, il signe une prolongation de contrat de six ans avec les Oilers après avoir réalisé une saison de 50 points en 53 matchs en 2007-2008.
Avant le début de la saison 2010-2011, il est nommé capitaine des Oilers à la suite du départ de Ethan Moreau aux Blue Jackets de Columbus.
Le 4 juillet 2013, il change d'équipe pour la première fois dans la LNH en étant échangé aux Stars de Dallas contre Philip Larsen et un choix de septième ronde au repêchage de 2016. Il joue deux saisons avec les Stars avant de signer un contrat en tant qu'agent libre avec les Ducks d'Anaheim pour une durée d'un an et un montant de 1,75 million de dollars.

## Statistiques
| Saison     | Équipe                     | Ligue      |       | Saison régulière | Saison régulière | Saison régulière | Saison régulière | Saison régulière |    | Séries éliminatoires | Séries éliminatoires | Séries éliminatoires | Séries éliminatoires | Séries éliminatoires |
| Saison     | Équipe                     | Ligue      | PJ    | B                | A                | Pts              | Pun              | PJ               | B  | A                    | Pts                  | Pun                  |                      |                      |
| 1995-1996  | Chiefs de Chilliwack       | LHCB       | 58    | 49               | 96               | 145              | 44               | 9                | 5  | 19                   | 24                   | 12                   |                      |                      |
| 1996-1997  | Spartans de Michigan State | NCAA       | 40    | 10               | 13               | 23               | 20               | -                | -  | -                    | -                    | -                    |                      |                      |
| 1997-1998  | Spartans de Michigan State | NCAA       | 34    | 14               | 13               | 27               | 50               | -                | -  | -                    | -                    | -                    |                      |                      |
| 1998-1999  | Spartans de Michigan State | NCAA       | 39    | 12               | 25               | 37               | 70               | -                | -  | -                    | -                    | -                    |                      |                      |
| 1999-2000  | Spartans de Michigan State | NCAA       | 42    | 14               | 51               | 65               | 50               | -                | -  | -                    | -                    | -                    |                      |                      |
| 2000-2001  | Bulldogs de Hamilton       | LAH        | 24    | 10               | 18               | 28               | 19               | -                | -  | -                    | -                    | -                    |                      |                      |
| 2000-2001  | Oilers d'Edmonton          | LNH        | 49    | 9                | 7                | 16               | 10               | 5                | 0  | 0                    | 0                    | 0                    |                      |                      |
| 2001-2002  | Bulldogs de Hamilton       | LAH        | 2     | 1                | 2                | 3                | 6                | -                | -  | -                    | -                    | -                    |                      |                      |
| 2001-2002  | Oilers d'Edmonton          | LNH        | 61    | 8                | 14               | 22               | 18               | -                | -  | -                    | -                    | -                    |                      |                      |
| 2002-2003  | Oilers d'Edmonton          | LNH        | 78    | 12               | 21               | 33               | 55               | 6                | 3  | 1                    | 4                    | 6                    |                      |                      |
| 2003-2004  | Oilers d'Edmonton          | LNH        | 80    | 15               | 25               | 40               | 73               | -                | -  | -                    | -                    | -                    |                      |                      |
| 2004-2005  | Mora IK                    | Elitserien | 50    | 19               | 27               | 46               | 117              | -                | -  | -                    | -                    | -                    |                      |                      |
| 2005-2006  | Oilers d'Edmonton          | LNH        | 79    | 22               | 51               | 73               | 85               | 24               | 7  | 12                   | 19                   | 12                   |                      |                      |
| 2006-2007  | Oilers d'Edmonton          | LNH        | 80    | 16               | 35               | 51               | 56               | -                | -  | -                    | -                    | -                    |                      |                      |
| 2007-2008  | Oilers d'Edmonton          | LNH        | 53    | 21               | 29               | 50               | 30               | -                | -  | -                    | -                    | -                    |                      |                      |
| 2008-2009  | Oilers d'Edmonton          | LNH        | 80    | 17               | 36               | 53               | 39               | -                | -  | -                    | -                    | -                    |                      |                      |
| 2009-2010  | Oilers d'Edmonton          | LNH        | 77    | 13               | 23               | 36               | 51               | -                | -  | -                    | -                    | -                    |                      |                      |
| 2010-2011  | Oilers d'Edmonton          | LNH        | 34    | 9                | 18               | 27               | 46               | -                | -  | -                    | -                    | -                    |                      |                      |
| 2011-2012  | Oilers d'Edmonton          | LNH        | 81    | 13               | 21               | 34               | 24               | -                | -  | -                    | -                    | -                    |                      |                      |
| 2012-2013  | Oilers d'Edmonton          | LNH        | 31    | 7                | 5                | 12               | 24               | -                | -  | -                    | -                    | -                    |                      |                      |
| 2013-2014  | Stars de Dallas            | LNH        | 77    | 7                | 13               | 20               | 52               | 6                | 1  | 5                    | 6                    | 5                    |                      |                      |
| 2014-2015  | Stars de Dallas            | LNH        | 76    | 11               | 18               | 29               | 27               | -                | -  | -                    | -                    | -                    |                      |                      |
| 2015-2016  | Ducks d'Anaheim            | LNH        | 59    | 6                | 9                | 15               | 34               | 5                | 0  | 1                    | 1                    | 2                    |                      |                      |
| Totaux LNH | Totaux LNH                 | Totaux LNH | 1 008 | 186              | 325              | 511              | 624              | 46               | 11 | 19                   | 30                   | 25                   |                      |                      |

## Carrière internationale
Shawn Horcoff joue pour le Canada au niveau international. Il a joué trois championnats du monde pour deux médailles d'or et une médaille d'argent.
| Année | Évènement            |   | PJ | B | A | Pts | Pun               |  | Résultat |
| 2003  | Championnat du monde | 9 | 3  | 4 | 7 | 0   | Médaille d'or     |  |          |
| 2004  | Championnat du monde | 9 | 3  | 4 | 7 | 8   | Médaille d'or     |  |          |
| 2009  | Championnat du monde | 9 | 1  | 1 | 2 | 6   | Médaille d'argent |  |          |